# Lenišće
Lenišće is een plaats in de gemeente Tuhelj in de Kroatische provincie Krapina-Zagorje. De plaats telt 148 inwoners (2001).